# Mathias Lauda
Mathias Lauda (Salzburg, 1981. január 30. –) osztrák autóversenyző, a háromszoros Formula–1-es világbajnok Niki Lauda fia. 2017-ben a WEC GTE Am kategória bajnoka lett.

## Pályafutása

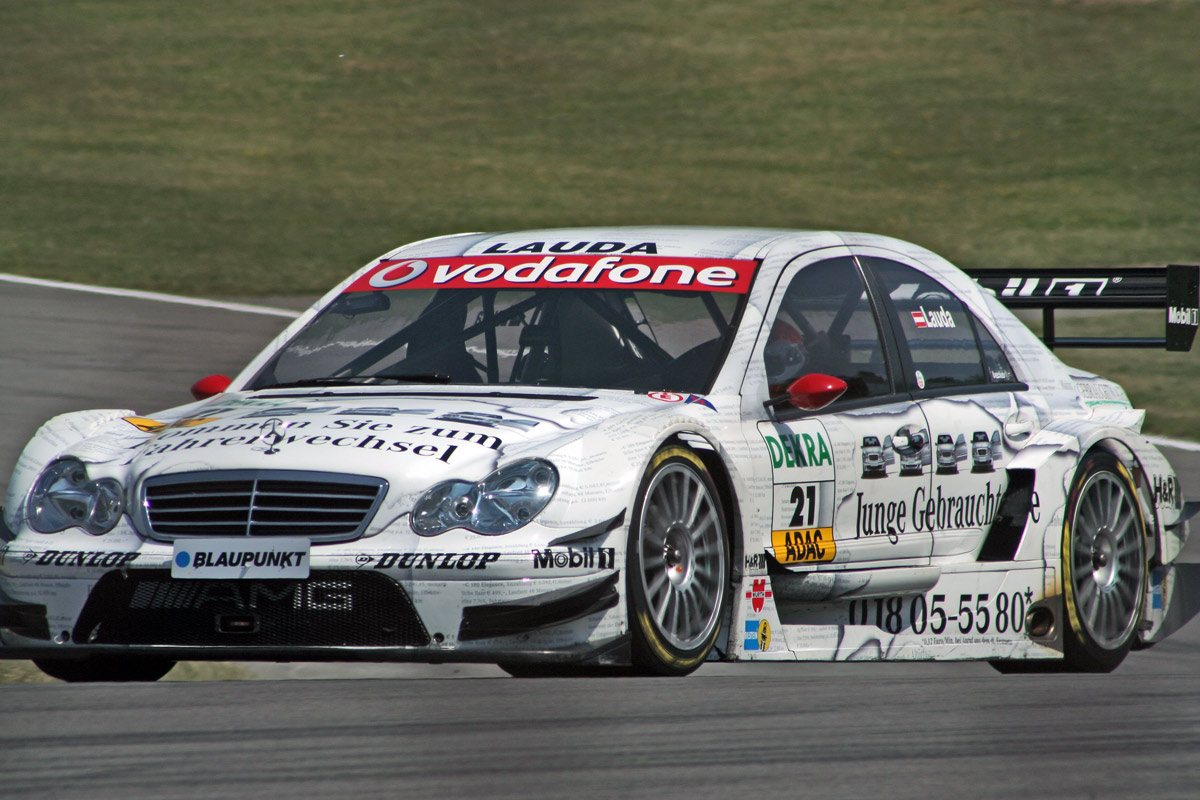
2006-ban, a német túraautó-bajnokságon

2002-ben a Formula Nissan 2000 sorozatban szerepelt, továbbá részt vett a német Formula VW két, és a spanyol Formula–3-as bajnokság egy futamán.
2004-ben teljes szezont futott a nemzetközi Formula–3000-es bajnokságban. Két futamon végzett pontszerző helyen, végül a tizenharmadik pozícióban zárta az összetett értékelést. 2005-ben az akkor létrehozott GP2-es szériában indult, de mindössze egy alkalommal, a monacói futamon szerzett pontot.
Patrick Friesacherrel közösen képviselte ausztria csapatát a 2005–2006-os A1 Grand Prix-szezon alatt.
2006 óta vesz részt a német túraautó-bajnokságban. Eddigi legelőkelőbb helyezése a 2007-es szezon katalán versenyén elért hatodik hely.
2008-ban a Speedcar Series négy futamán állt rajthoz, kétszer végzett dobogós helyen.

## Eredményei

### Teljes Formula 3000-es eredménylistája
(Táblázat értelmezése)

(Félkövér: pole-pozícióból indult; dőlt: leggyorsabb kört futott) 

| Év   | Csapat          | 1      | 2     | 3      | 4      | 5      | 6      | 7      | 8      | 9      | 10    | Helyezés | Pont |
| ---- | --------------- | ------ | ----- | ------ | ------ | ------ | ------ | ------ | ------ | ------ | ----- | -------- | ---- |
| 2004 | CMS Performance | IMO 12 | CAT 7 | MON Ki | NUR 10 | MAG Ki | SIL 13 | HOC Ki | HUN Ki | SPA 14 | MNZ 6 | 13.      | 5    |

### Teljes GP2-es eredménylistája
(Táblázat értelmezése)

(Félkövér: pole-pozícióból indult; dőlt: leggyorsabb kört futott) 

| Év   | Csapat            | 1          | 2          | 3          | 4          | 5         | 6          | 7          | 8          | 9          | 10         | 11         | 12         | 13         | 14         | 15         | 16         | 17         | 18         | 19         | 20        | 21         | 22         | 23         | Helyezés | Pont |
| ---- | ----------------- | ---------- | ---------- | ---------- | ---------- | --------- | ---------- | ---------- | ---------- | ---------- | ---------- | ---------- | ---------- | ---------- | ---------- | ---------- | ---------- | ---------- | ---------- | ---------- | --------- | ---------- | ---------- | ---------- | -------- | ---- |
| 2005 | Coloni Motorsport | SMR FEA 12 | SMR SPR Ki | ESP FEA Ki | ESP SPR 13 | MON FEA 6 | EUR FEA 10 | EUR SPR Ki | FRA FEA 16 | FRA SPR 15 | GBR FEA 20 | GBR SPR 15 | GER FEA 14 | GER SPR 21 | HUN FEA Ki | HUN SPR 14 | TUR FEA 16 | TUR SPR 18 | ITA FEA 13 | ITA SPR 12 | BEL FEA 9 | BEL SPR 24 | BHR FEA 14 | BHR SPR 21 | 21.      | 3    |

### Teljes DTM eredménylistája
(Táblázat értelmezése)

(Félkövér: pole-pozícióból indult; dőlt: leggyorsabb kört futott) 

| Év   | Csapat   | 1       | 2      | 3      | 4      | 5      | 6      | 7      | 8      | 9      | 10      | 11      | Helyezés | Pont |
| ---- | -------- | ------- | ------ | ------ | ------ | ------ | ------ | ------ | ------ | ------ | ------- | ------- | -------- | ---- |
| 2006 | Mercedes | HOC1 11 | LAU 14 | OSC 16 | BRH 15 | NOR Ki | NÜR 13 | ZAN 15 | CAT 13 | BUG Ki | HOC2 10 |         | 17.      | 0    |
| 2007 | Mercedes | HOC1 13 | OSC 13 | LAU 7  | BRH 12 | NOR 11 | MUG 12 | ZAN 15 | NÜR 11 | CAT 6  | HOC2 11 |         | 15.      | 4    |
| 2008 | Mercedes | HOC1 15 | OSC 13 | MUG 16 | LAU 12 | NOR 8  | ZAN 13 | NÜR 10 | BRH 16 | CAT Ki | BUG 15  | HOC2 Ki | 15.      | 1    |
| 2009 | Mercedes | HOC1 10 | LAU 9  | NOR 14 | ZAN Ki | OSC 12 | NÜR 9  | BRH Ki | CAT 11 | DIJ 8  | HOC2 14 |         | 15.      | 1    |

† A versenyt nem fejezte be, de helyezését értékelték, mert a versenytáv több, mint 90%-át teljesítette.

### Teljes Porsche-szuperkupa eredménylistája
(Táblázat értelmezése)

(Félkövér: pole-pozícióból indult; dőlt: leggyorsabb kört futott) 

| Év   | Csapat                    | 1      | 2      | 3      | 4      | 5      | 6      | 7      | 8      | 9      | 10     | 11     | Helyezés | Pont |
| ---- | ------------------------- | ------ | ------ | ------ | ------ | ------ | ------ | ------ | ------ | ------ | ------ | ------ | -------- | ---- |
| 2010 | Porsche AG                | BHR    | BHR    | CAT    | MON    | ESP    | SIL    | HOC 20 | HUN    | SPA    | MNZ    |        | Hn‡      | 0‡   |
| 2011 | Konrad Motorsport Austria | IST 15 | CAT 14 | MON 15 | NNS 14 | SIL 18 | NÜR 11 | HUN 11 | SPA Ki | MNZ 14 | UAE 13 | UAE 10 | 12.      | 40   |

† A versenyt nem fejezte be, de helyezését értékelték, mert a versenytáv több, mint 90%-át teljesítette.
‡  Mivel Lauda vendégpilóta volt, ezért nem részesült pontokban.

### Teljes FIA GT1 világbajnokság eredménylistája
(Táblázat értelmezése)

(Félkövér: pole-pozícióból indult; dőlt: leggyorsabb kört futott) 

| Év   | Csapat            | Autó | 1         | 2         | 3        | 4         | 5        | 6        | 7         | 8        | 9        | 10       | 11       | 12       | 13       | 14        | 15       | 16       | 17       | 18        | Helyezés | Pont |
| ---- | ----------------- | ---- | --------- | --------- | -------- | --------- | -------- | -------- | --------- | -------- | -------- | -------- | -------- | -------- | -------- | --------- | -------- | -------- | -------- | --------- | -------- | ---- |
| 2012 | BMW Team Vita4One | BMW  | NOG QR 12 | NOG CR 11 | ZOL QR 5 | ZOL CR 14 | NAV QR 7 | NAV QR 6 | SVK QR 10 | SVK CR 7 | ALG QR 5 | ALG CR 8 | SVK QR 2 | SVK CR 3 | MOS QR 7 | MOS CR 10 | NÜR QR 9 | NÜR CR 5 | DON QR 8 | DON CR Ki | 12.      | 56   |

† A versenyt nem fejezte be, de helyezését értékelték, mert a versenytáv több, mint 90%-át teljesítette.

### Le Mans-i 24 órás autóverseny
| Év   | Csapat              | Csapattárs                 | Autó                     | Kategória | Kör | Összetett Helyezés | Kategória Helyezés |
| ---- | ------------------- | -------------------------- | ------------------------ | --------- | --- | ------------------ | ------------------ |
| 2015 | Aston Martin Racing | Paul Dalla Lana Pedro Lamy | Aston Martin Vantage GTE | GTE Am    | 321 | HN                 | HN                 |
| 2016 | Aston Martin Racing | Paul Dalla Lana Pedro Lamy | Aston Martin Vantage GTE | GTE Am    | 281 | Kiesett            | Kiesett            |
| 2017 | Aston Martin Racing | Paul Dalla Lana Pedro Lamy | Aston Martin Vantage GTE | GTE Am    | 329 | 36.                | 8.                 |
| 2018 | Aston Martin Racing | Paul Dalla Lana Pedro Lamy | Aston Martin Vantage GTE | GTE Am    | 92  | Kiesett            | Kiesett            |
| 2019 | Aston Martin Racing | Paul Dalla Lana Pedro Lamy | Aston Martin Vantage GTE | GTE Am    | 87  | Kiesett            | Kiesett            |

### Teljes FIA World Endurance Championship eredménysorozata
(Táblázat értelmezése)

(Félkövér: pole-pozícióból indult; dőlt: leggyorsabb kört futott) 

| Év      | Csapat              | Osztály  | Autó                     | Motor                 | 1     | 2      | 3      | 4     | 5      | 6     | 7     | 8      | 9      | Helyezés | Pont |
| ------- | ------------------- | -------- | ------------------------ | --------------------- | ----- | ------ | ------ | ----- | ------ | ----- | ----- | ------ | ------ | -------- | ---- |
| 2015    | Aston Martin Racing | LMGTE Am | Aston Martin Vantage GTE | Aston Martin 4.5 L V8 | SIL 1 | SPA 1  | LMS Hn | NÜR 2 | COA 5  | FUJ 2 | SHA 2 | BHR 1  |        | 3.       | 144  |
| 2016    | Aston Martin Racing | LMGTE Am | Aston Martin Vantage GTE | Aston Martin 4.5 L V8 | SIL 2 | SPA 1  | LMS Ki | NÜR 1 | MEX Ki | COA 1 | FUJ 1 | SHA 1  | BHR Ki | 3.       | 149  |
| 2017    | Aston Martin Racing | LMGTE Am | Aston Martin Vantage GTE | Aston Martin 4.5 L V8 | SIL 2 | SPA 1  | LMS 4  | NÜR 3 | MEX 2  | COA 1 | FUJ 5 | SHA 1  | BHR 1  | 1.       | 192  |
| 2018–19 | Aston Martin Racing | LMGTE Am | Aston Martin Vantage GTE | Aston Martin 4.5 L V8 | SPA 1 | LMS Ki | SIL 4  | FUJ 3 | SHA 5  | SEB 8 | SPA 6 | LMS Ki |        | 8.       | 77   |

* A szezon jelenleg is zajlik.
† A versenyt nem fejezte be, de helyezését értékelték, mert a versenytáv több, mint 90%-át teljesítette.

### Teljes WeatherTech SportsCar Championship eredménysorozata
(Táblázat értelmezése)

(Félkövér: pole-pozícióból indult; dőlt: leggyorsabb kört futott) 

| Év   | Csapat         | Osztály | Autó            | Motor                       | 1      | 2      | 3   | 4   | 5   | 6   | 7   | 8   | 9   | 10  | 11  | Helyezés | Pont |
| ---- | -------------- | ------- | --------------- | --------------------------- | ------ | ------ | --- | --- | --- | --- | --- | --- | --- | --- | --- | -------- | ---- |
| 2018 | Spirit of Race | GTD     | Ferrari 488 GT3 | Ferrari F154CB 3.9 Turbo V8 | DAY 21 | SEB 12 | MDO | DET | WGL | MOS | LIM | ELK | VIR | LGA | PET | 48.      | 29   |

† A versenyt nem fejezte be, de helyezését értékelték, mert a versenytáv több, mint 90%-át teljesítette.

### NASCAR

#### Whelen Euro Series - Elite 1
| Év   | Csapat     | Rajtszám | Motor | 1      | 2      | 3     | 4      | 5     | 6     | 7     | 8      | 9      | 10     | 11     | 12     | Helyezés | Pont |
| ---- | ---------- | -------- | ----- | ------ | ------ | ----- | ------ | ----- | ----- | ----- | ------ | ------ | ------ | ------ | ------ | -------- | ---- |
| 2014 | DF1 Racing | 66       | Chevy | VAL 7  | VAL 8  | BRH 7 | BRH 15 | TOU 4 | TOU 1 | NÜR 8 | NÜR 11 | UMB 20 | UMB 10 | BUG 23 | BUG 13 | 9.       | 523  |
| 2015 | DF1 Racing | 66       | Chevy | VAL    | VAL    | VEN   | VEN    | BRH   | BRH   | TOU 5 | TOU 4  | UMB    | UMB    | ZOL 22 | ZOL 22 | 23.      | 147  |
| 2016 | DF1 Racing | 66       | Chevy | VAL 10 | VAL 14 | VEN   | VEN    | BRH   | BRH   | TOU   | TOU    | ADR    | ADR    | ZOL    | ZOL    | 32.      | 64   |

† A versenyt nem fejezte be, de helyezését értékelték, mert a versenytáv több, mint 90%-át teljesítette.

## Külső hivatkozások
- Hivatalos honlapja
- Profilja a driver database.com honlapon